# Mine de rien
Pour plus de détails, voir Fiche technique et Distribution.
Mine de rien est une comédie française réalisée par Mathias Mlekuz, sortie en 2020.

## Synopsis
Dans une petite commune du Nord, l'ancienne mine est sur le point de fermer, laissant des dizaines de personnes sur le carreau. Décidant de ne pas se laisser faire, à la suite de la délocalisation de l'entreprise qui devait les réembaucher, les ouvriers décident de tenir un siège devant le site. Devant l'ultimatum de la maire qui menace de les exproprier, une idée lumineuse vient à l'un d'entre eux : transformer l'ancienne mine en parc d'attractions.

## Fiche technique
- Réalisation : Mathias Mlekuz

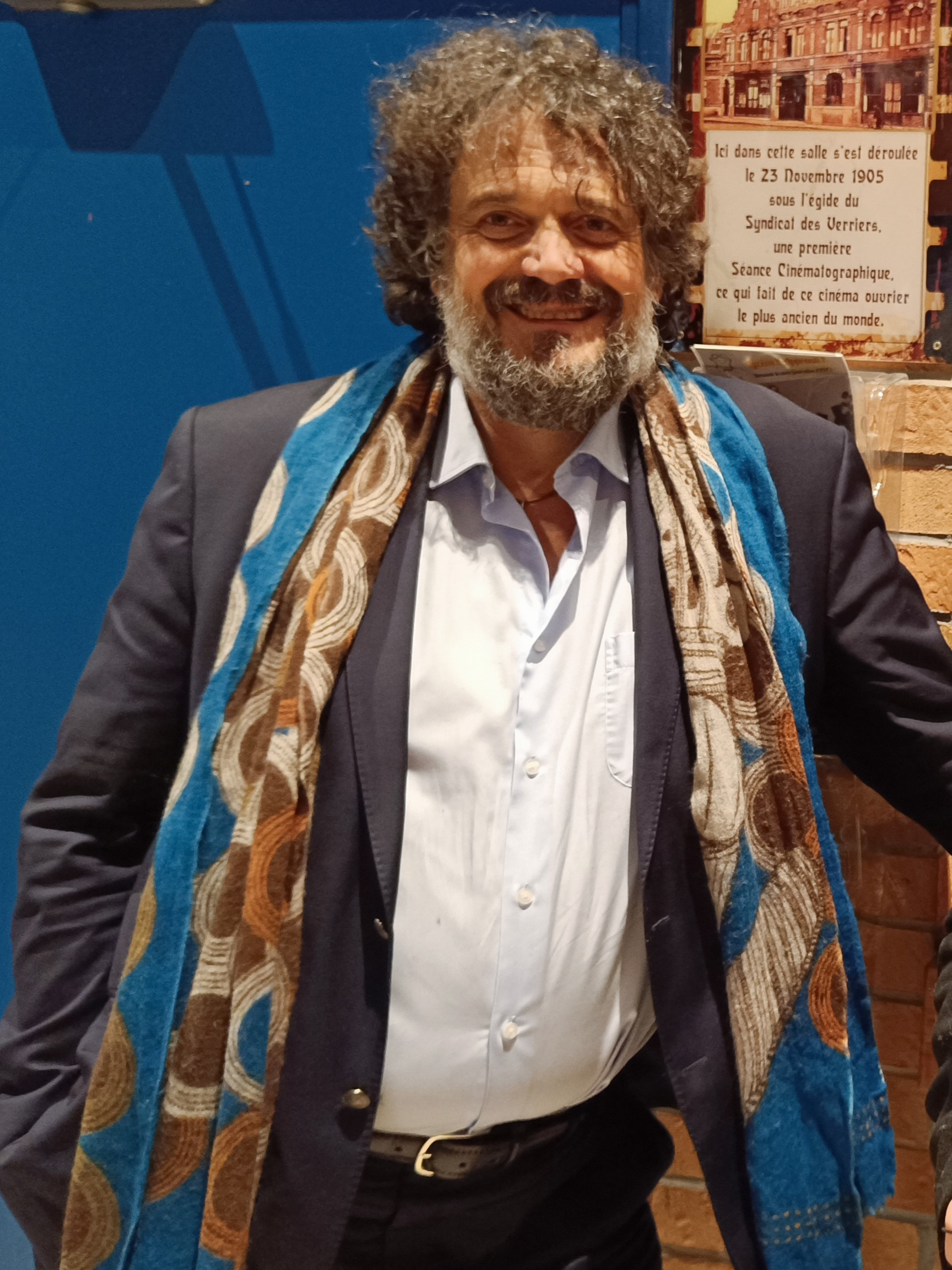
Mathias Mlekuz à L'Idéal Cinéma d'Aniche lors de la projection du film "Mine de rien " le 23 novembre 2024

- Scénario : Mathias Mlekuz, Philippe Rebbot, Cécile Telerman
- Dialogues : Mathias Mlekuz et Philippe Rebbot
- Producteur et producteur exécutif : Marc-Etienne Schwartz
- Musique originale : Matthieu Gonet
- Directeur de la photographie : Lucas Leconte
- Chef décorateur : Victor Melchy
- Directeur du casting : Martin Rougier
- Directeur de production : Gilles Monnier
- 1er assistant réalisateur : Christel Bordon
- Chef costumier : Chloé Chamulidrat
- Régisseur : Rodolphe Leroy
- Attachés de presse : Grégory Malheiro & Magali Montet
- Sociétés de production : M.E.S Productions
- Coproduction : Pictanova Région Hauts-de-France, Orange Studio et Orange Cinéma Séries
- Société de distribution nationale et internationale : Orange Studio
- Budget : 2,3M€
- Pays d'origine :  France
- Langue originale : français
- Format : couleur
- Genre : Comédie dramatique
- Durée : 85 minutes[2]
- Dates de sortie :
  - France : 16 janvier 2020 (Festival international du film de comédie de l'Alpe d'Huez)
  - France : 26 février 2020

## Distribution
- Arnaud Ducret : Arnault
- Philippe Rebbot : Di Lello
- Mélanie Bernier : Stella
- Hélène Vincent : Thérèse, la mère d'Arnault
- Rufus : Roger Morels
- Marianne Garcia : Bernadette
- Cyril Aubin : René
- Rebecca Finet : La maire
- Mohamed Makhtoumi  : Roschdy
- Josef Mlekuz : Kévin
- Philippe Cabrelli : Cédric, le fils de Bernadette
- Sophie Bourdon : Isabelle, l'ex-femme d'Arnault
- Patrick Rocca : Lucien Borowjack
- Anthony Lequet : Victor
- Yanis Richard : Johan
- Gaëlle Fraysse : Sarah, la femme de Di Lello
- François Godart : Jean-Frédéric
- Tassadit Mandi : Madame Zelmani, la mère de Roschdy
- Fabio Zenoni : Policier municipal 1
- Laurent Dauvillée : Policier municipal 2

## Inspirations
Le réalisateur déclare s'être inspiré des comédies d'Yves Robert, Ettore Scola, Peter Cattaneo ou encore d'Ernst Lubitsch. 
L'histoire de Bud Hurlbut marquera Mathias Mlekuz dans le choix du titre et de la création de son film.

## Tournage
Le tournage a lieu de décembre à janvier 2019 notamment à Lens, Loos-en-Gohelle et Liévin,.

## Distinction
- Festival international du film de comédie de l'Alpe d'Huez 2020 : Prix du public[7],[8]

## Box office
Le film sort le 26 février 2020 dans 304 salles, et comptabilise seulement 14 598 entrées pour sa première journée. Le premier week-end confirme le démarrage compliqué du film avec 67 070 entrées. La semaine se termine sur une faible affluence : 84 133 entrées.
106 575 spectateurs sont cumulés en fin d’exploitation. Le film est touché par la fermeture des cinémas due au Coronavirus.
Lors de sa première diffusion en clair sur la TNT, le lundi 7 février 2022, le film programmé sur la chaîne C8 attire environ 810 000 téléspectateurs, soit 4,2% des parts d'audience [14].